# Oranje troepiaal
De oranje troepiaal (Icterus icterus) is een zangvogel uit de familie Icteridae (troepialen).
Het is de nationale vogel van Venezuela. Het broedseizoen loopt van maart tot september.

## Verspreiding en leefgebied
Deze soort komt voor in Colombia en Venezuela en telt drie ondersoorten:
- Icterus icterus icterus: noordelijk deel van Centraal-Venezuela
- Icterus icterus ridgwayi: noordelijk Colombia, de noordkust van Venezuela en nabijgelegen eilanden, zoals Aruba, Bonaire en Curaçao
- Icterus icterus metae: noordoostelijk Colombia en westelijk Venezuela

## Externe link

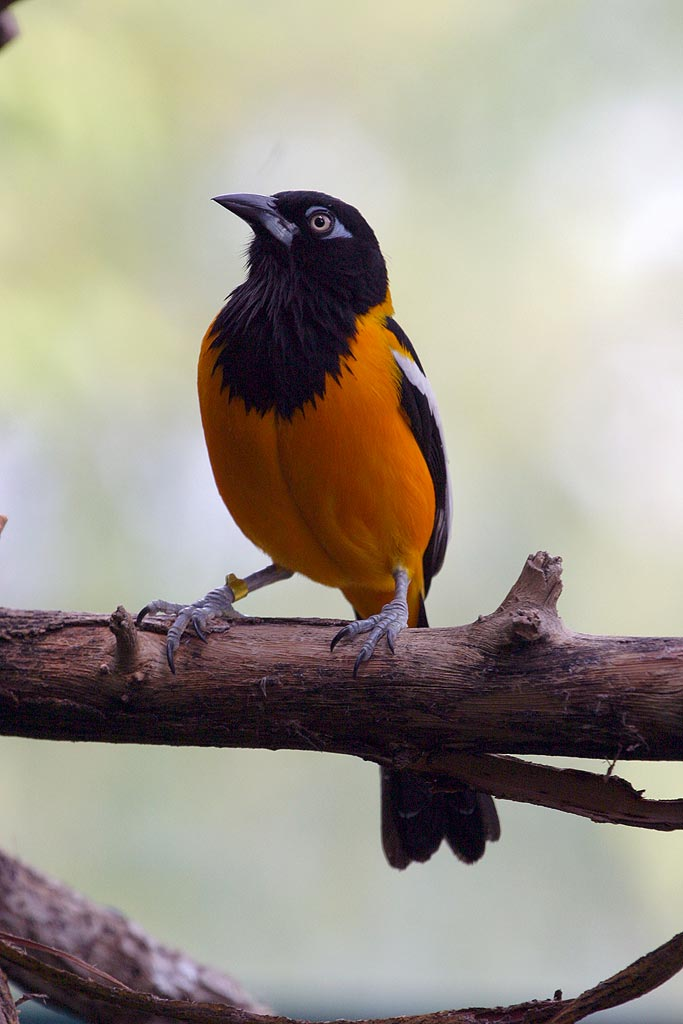